# Peter Mair
Peter Mair (Rosses Point, 3 de març de 1951 - Connemara, 15 d'agost de 2011) fou un historiador i politòleg irlandès, professor de Política comparada a l'Institut Universitari Europeu de Florència.
Nascut el 3 de març de 1951 a Rosses Point, al comtat de Sligo, Irlanda, es llicencià en Història i Ciències polítiques a la University College Dublin. Va treballar com a professor adjunt a les universitats de Limerick, Strathclyde, Manchester i l'Institut Universitari Europeu de Florència durant els anys 1980. L'any 1987 es va doctorar a la Universitat de Leiden, i la tesi titulada The changing Irish party system es va convertir en una obra de referència sobre el sistema de partits d'Irlanda. El 1990 va escriure, juntament amb Stefano Bartolini, el llibre Identity, Competition and Electoral Availability, motiu pel qual va ser guardonat amb el Premi Stein Rokkan d'Estudis Comparats en Ciències Socials del CICS/Unesco. L'any 1994 va començar a treballar a la Universitat de Leiden com a professor de política comparada, quan va pronunciar un discurs inaugural amb el nom de "Democràcies de partits i les seves dificultats". El 2001 es va convertir en coeditor de la revista West European Politics. El 2005 va tornar a l'Institut Universitari Europeu per a invertir temps en les seves investigacions sobre la democràcia, la indiferència i els partits populistes.
Es va especialitzar en política comparada i específicament en l'estudi dels partits i sistemes de partits.
Va morir sobtadament el 15 d'agost de 2011 a Connemara, a l'oest d'Irlanda, mentre estava de vacances amb la seva família.

## Publicacions
- Identity, Competition, and Electoral Availability: the stabilisation of European electorates 1885-1985, amb Stefano Bartolini (1990)
- Party System Change: approaches and interpretations (1997)
- The Enlarged European Union: Diversity and Adaptation, J. Zielonka (eds.) (2002)
- Political Parties and Electoral Change: Party Responses to Electoral Markets, WC Müller (eds.) (2004)
- Representative Government in Modern Europe: Institutions, Parties, and Governments, amb M. Gallagher i M. Laver (2005)
- Party Patronage and Party Government in European Democracies, amb P. Kopecky, i M. Spirova (eds.) (2012)